# Вильдьё (Канталь)
Вильдьё (фр. и окс. Villedieu) — коммуна во Франции, находится в регионе Овернь. Департамент — Канталь. Входит в состав кантона Сен-Флур-Сюд. Округ коммуны — Сен-Флур.
Код INSEE коммуны — 15262.
Коммуна расположена приблизительно в 440 км к югу от Парижа, в 90 км южнее Клермон-Феррана, в 50 км к востоку от Орийака.

## Население
Население коммуны на 2008 год составляло 534 человека.
| 1962 | 1968 | 1975 | 1982 | 1990 | 1999 | 2008 |
| ---- | ---- | ---- | ---- | ---- | ---- | ---- |
| 410  | 413  | 405  | 463  | 501  | 515  | 534  |

## Экономика

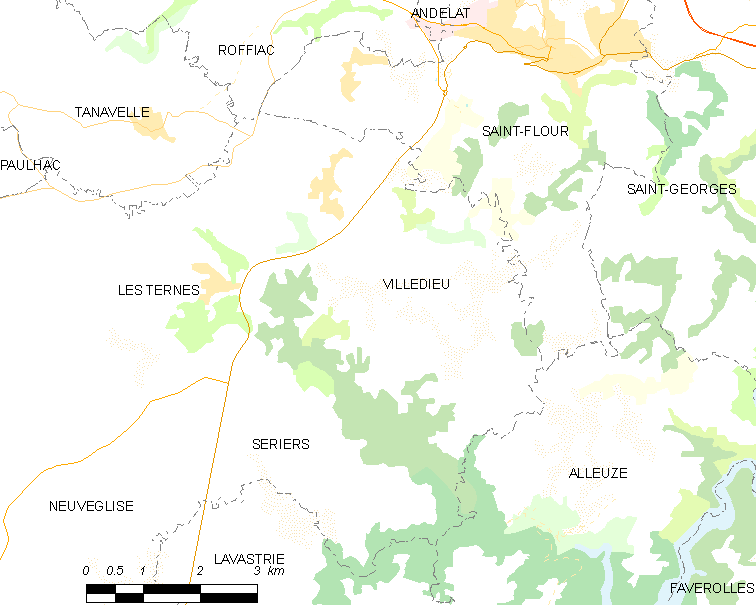
Карта коммуны

В 2007 году среди 356 человек в трудоспособном возрасте (15—64 лет) 275 были экономически активными, 81 — неактивными (показатель активности — 77,2 %, в 1999 году было 77,6 %). Из 275 активных работали 264 человека (151 мужчина и 113 женщин), безработных было 11 (5 мужчин и 6 женщин). Среди 81 неактивных 30 человек были учениками или студентами, 28 — пенсионерами, 23 были неактивными по другим причинам.

## Достопримечательности
- Церковь Рождества Богоматери (1363 год). Памятник истории с 1840 года[3]